# یواس‌اس سگینو (۱۸۵۹)
یواس‌اس سگینو (۱۸۵۹) (به انگلیسی: USS Saginaw (1859)) یک کشتی بود که طول آن ۱۵۵ فوت (۴۷ متر) بود. این کشتی در سال ۱۸۵۹ ساخته شد.